# React Native
React Native es un framework de código abierto creado por Meta Platforms, Inc. Se utiliza para desarrollar aplicaciones para Android, Android TV, iOS, macOS, tvOS, Web, Windows y UWP al permitir que los desarrolladores usen React con las características nativas de estas plataformas. También se utiliza para desarrollar aplicaciones de realidad virtual con Oculus.

## Ejemplo en Hello World
Un programa Hello World en React Native, se codificaría de la siguiente manera:
```
import
 
{
 
AppRegistry
,
 
Text
 
}
 
from
 
'react-native'
;

import
 
*
 
as
 
React
 
from
 
'react'
;

const
 
HelloWorldApp
 
=
 
()
 
=>
 
{

  
return
 
<
Text
>
Hello
 
world
!<
/Text>;

}

export
 
default
 
HelloWorldApp
;

AppRegistry
.
registerComponent
(
'HelloWorld'
,
 
()
 
=>
 
HelloWorldApp
);

```